# Pascal Papé
Pascal Papé (Lyon, 5 de octubre de 1980) es un exjugador francés de rugby que se desempeñaba como segunda línea.

## Carrera
Juega para el Stade Francais en el Top 14, después muchos años con el Bourgoin. También pasó una temporada jugando con el Castres Olympique.

## Selección nacional
Su primer partido con la selección de Francia fue contra la selección de rugby de Irlanda en el Stade de France el 14 de febrero de 2004 en el Torneo de las Seis Naciones 2004, logrando un try en la victoria 35-17. Es el actual capitán de la selección francesa.
Fue ignorado para la Copa Mundial de Rugby 2007 y con el entrenador Marc Lièvremont luchó por mantener un sitio regular en el quince titular. Fue miembro del equipo que ganó el Grand Slam en el Torneo de las Seis Naciones 2010, pero solo hizo una aparición en el Seis Naciones de 2011, y fue saliendo del banquillo contra Gales. Pero fue incluido para la Copa Mundial de Rugby de 2011. La posterior forma de Papé lo vio elevado al quince titular para los partidos contra Inglaterra, Gales y Nueva Zelanda, en los que tuvo admirables actuaciones.
Es capitán de la selección desde su gira de 2012 por Argentina y luego en las series de otoño, y lo ha conservado en el Seis Naciones de 2013, aunque Thierry Dusautoir volvió al equipo.
En 2015 es seleccionado para formar parte de la selección francesa que participa en la Copa Mundial de Rugby de 2015. En la fase de grupos, Papé anotó un try en la victoria de su equipo sobre Canadá 41-18.

### Participaciones en Copas del Mundo
Disputó las Copas del Mundo de Nueva Zelanda 2011 donde jugó todos los partidos e Inglaterra 2015 donde se retiró de su seleccionado.
| Mundial                       | Sede          | Resultado        | PJ | Tries |
| ----------------------------- | ------------- | ---------------- | -- | ----- |
| Copa Mundial de Rugby de 2011 | Nueva Zelanda | Subcampeón       | 7  | 1     |
| Copa Mundial de Rugby de 2015 | Inglaterra    | Cuartos de final | 4  | 1     |

## Palmarés
- Campeón del Torneo de las Seis Naciones de 2004, 2007 y 2010.
- Campeón del Top 14 de 2014–15.